# Cristina Scarlat
Cristina Scarlat, född 3 mars 1981 i Chişinău, Sovjetunionen, är en moldavisk sångerska och artist. Hon representerade Moldavien i Eurovision Song Contest 2014 med låten "Wild Soul". Hon framförde låten i första semifinalen men gick inte vidare till final.

## Biografi
Scarlat föddes i dåvarande Moldaviska SSR:s huvudstad Chişinău 1981. 2001 vann hon förstapriset vid musiktävlingen Crizantema de Argint. Samma år slutade hon trea i Crizantema de Aur som hölls i Târgoviște i Rumänien. Under hösten 2011 vann hon tredjepriset vid Slavianskij Bazaar i vitryska Vitsebsk.

### Eurovision
2011 debuterade Scarlat i den moldaviska uttagningen till Eurovision Song Contest 2011. Hennes bidrag hette "Every Day Will Be Your Day" och skrevs av Lidia Scarlat (Cristina Scarlats syskondotter) med musik av Ivan Aculov. I finalen ställdes hon mot 24 andra bidrag och fick 2 poäng av juryn samt 2 poäng av telefonrösterna vilket räckte till att sluta 11:a i tävlingen.
2013 återkom Scarlat till Moldaviens Eurovision-uttagning med bidraget "I Pray". Likt 2011 hade bidraget skrivits av Lidia Scarlat och komponerats av Ivan Aculov. Bidraget sågs som en av tävlingens förhandsfavoriter och i sin semifinal slutade hon tvåa och tog sig därmed vidare till finalen. I tävlingens final, där hon ställdes mot ytterligare 13 artister, fick Scarlat 7 poäng från telerösterna samt 10 av juryn vilket sammanlagt räckte till att sluta 3:a i tävlingen. Hon besegrades med 5 poäng av vinnande Aliona Moon med "O mie".
2014 deltog Scarlat för tredje gången i Moldaviens uttagning till Eurovision Song Contest, O melodie pentru Europa 2014. Hennes bidrag hette "Wild Soul" och skrevs av Lidia Scarlat med musik av Ivan Aculov. Scarlat vann sin semifinal med 20 poäng och bidraget tog sig till finalen den 15 mars. Där vann bidraget tävlingen vilket innebar att Scarlat fick tävla för Moldavien i Eurovision Song Contest 2014 i Köpenhamn. Hon framförde låten i första semifinalen men gick inte vidare till final.